# Al Mansoura (métro de Doha)
Al Mansoura (en arabe : المنصورة) est une station sur la Ligne Verte du Métro de Doha. Elle est ouverte en 2019.

## Histoire
La station est mise en service le 10 décembre 2019.

## Intermodalité
- Metrolink : M115 (Najma and Fereej Bin Derhem)